# 歓声
| ウィキペディアには「歓声」という見出しの百科事典記事はありません（タイトルに「歓声」を含むページの一覧/「歓声」で始まるページの一覧）。 代わりにウィクショナリーのページ「歓声」が役に立つかもしれません。 |